# Rafael Goes
Rafael Goes (Ilhabela, 11 de março de 1993), mais conhecido como Loirão, é um jogador brasileiro de rúgbi. Atualmente defende o Jacareí Rugby e também defende a Seleção Brasileira de rugby league.

## Carreira
Iniciou a carreira no Ilhabela Rugby aos 16 anos. Em 2013, deixou a ilha paulista para defender o Armstrong Dragons, de Natal, e foi campeão do Tri Nations, na Europa, com a equipe potiguar. Em 2015, chegou ao Jacarei Rugby, equipe pela qual já conquistou três títulos. Entre eles estão os campeonatos brasileiros da Série B, a Taça Tupi, e o brasileiro da Série A. 
Seleção Brasileira
Loirão teve suas primeiras convocações para equipes de base da Seleção Brasileira quando ainda defendia o Ilhabela Rugby. Em 2018, o atleta fez parte da Seleção Brasileira de Rugby League campeã da Copa Sul-Americana, disputada em São Paulo.

## Títulos
Armstrong Dragons
- Tri-Nations: 2014[5]
- Copa Brasil: 2013

Jacareí Rugby
- Campeonato Brasileiro Sevens: 2019
- Campeonato Brasileiro: 2017[7]
- Campeonato Brasileiro - Série B: 2016

Seleção Brasileira
- Copa Sul-Americana de Rugby League: 2018[2][3]